# Merci Docteur Rey
Pour plus de détails, voir Fiche technique et Distribution.
Merci Docteur Rey est un film franco-américain réalisé par Andrew Litvack, sorti en 2002.

## Fiche technique
- Titre original : Merci Docteur Rey
- Réalisation : Andrew Litvack
- Scénario : Andrew Litvack
- Direction artistique : Laure Lepelley-Monbillard
- Décors : Jacques Bufnoir, Sabine Delouvrier
- Costumes : Pierre-Yves Gayraud
- Photographie : Laurent Machuel
- Son : Keith Tunney
- Montage : Giles Gardner
- Production : Rahila Bootwala, Nathalie Gastaldo
- Coproduction : Paul Bradley
- Production exécutive : Richard Hawley, Ismail Merchant
- Société de production : Merchant Ivory Productions, Eat Your Soup Productions
- Société de distribution : Pan-Européenne
- Pays d'origine :  États-Unis,  France
- Langue originale : anglais, français
- Format : couleur (Technicolor) — 35 mm — 1,85:1 — Dolby numérique
- Genre : comédie
- Durée : 90 minutes
- Dates de sortie : 
  - États-Unis : 13 octobre 2002 (Mill Valley Film Festival)
  - France : 31 mars 2003
  - Belgique : 16 janvier 2004 (Brussels Gay and Lesbian Film Festival)

## Distribution
- Dianne Wiest : Elisabeth Beaumont
- Jane Birkin : Pénélope
- Stanislas Merhar : Thomas Beaumont
- Bulle Ogier : Claude Sabrié
- Karim Salah : l'assassin
- Didier Flamand : le détective
- Roschdy Zem : le chauffeur de taxi
- Nathalie Richard : le journaliste de la radio
- Dan Herzberg : le rollerboy
- Jerry Hall : Sybil
- Simon Callow : Bob
- Vanessa Redgrave : elle-même
- Vernon Dobtcheff : François